# 昆托
昆托是瑞士提契诺州的一个镇，面积75.2平方公里，人口1,099人（2004年）。